# Giovanni Antonio Boltraffio
Giovanni Antonio Boltraffio (o també: Beltraffio) (Milà, 1467 - Milà, 1516) fou un pintor italià del Renaixement.
Les primeres obres de Boltraffio es troben influïdes per les de Bernardino Zenale, Ambrogio da Bergognone i Vincenzo Foppa, encara que després de l'arribada de Leonardo da Vinci a Milà el 1482, Boltraffio es va transformar en un fervent admirador de la pintura leonardesca convertint-se després en un deixeble de da Vinci.
És així que l'obra de Boltraffio està fortament influïda per la del seu mestre Leonardo; per aquesta raó és que les pintures de Boltraffio es destaquen al disseny, la qualitat del dibuix, el modelat mercè al clarobscur i els esfumats, així com per suggestius colorits.
Dels treballs d'aquest pintor conservats fins al present, el més notori, és el conjunt de pintures d'altar que es troba a la National Gallery de Londres.

## Principals obres

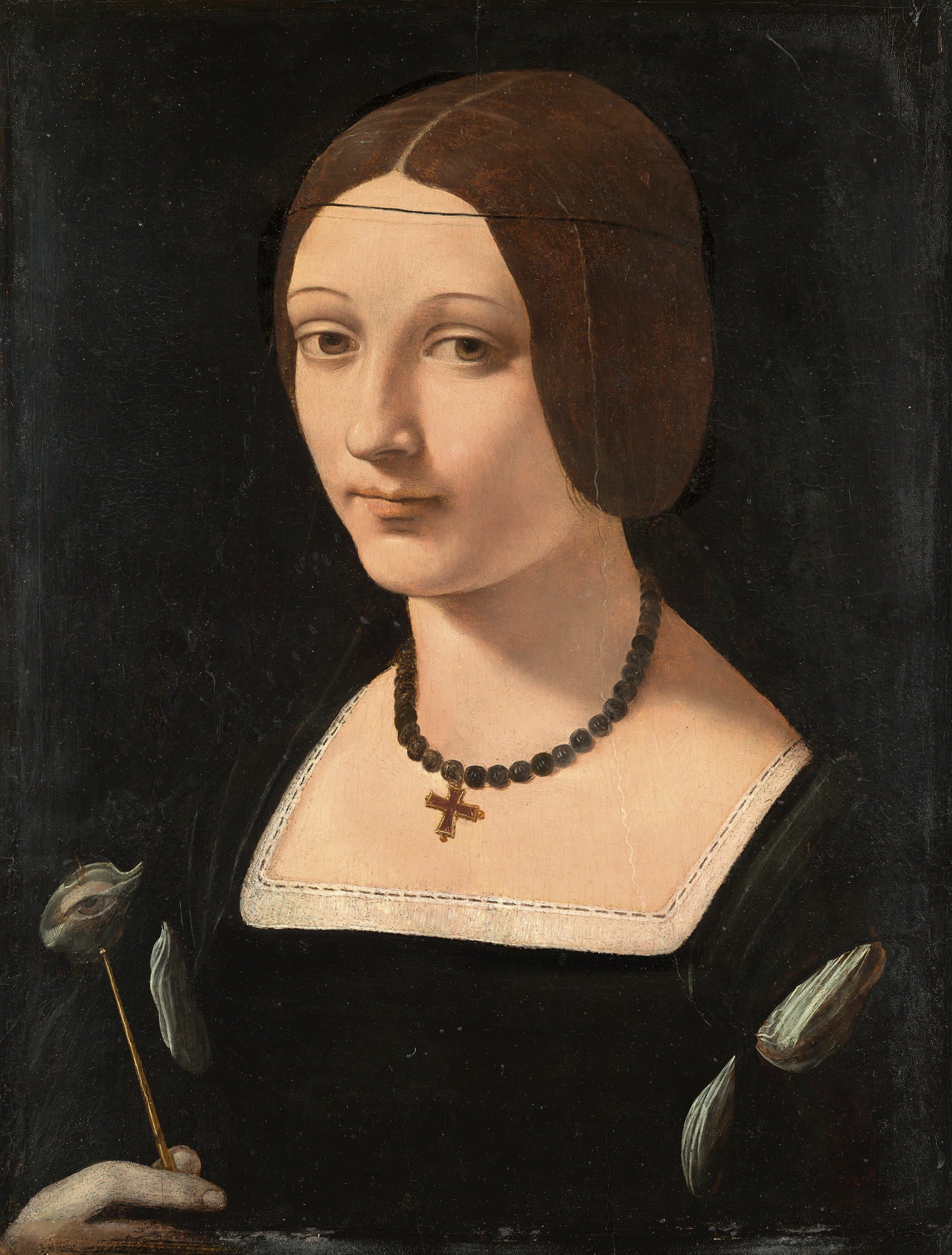
Retrat d'una senyora com Santa Llúcia al Museu Thyssen-Bornemisza, Madrid.

- Taula d'altar de la Mare de Déu. (Museu Britànic de Londres).
- Taula d'altar de la Mare de Déu amb Infant, els sants i el poeta Girolamo Casio. (Museu del Louvre de París).
- Fragments de Els dos devots. (Museus de Brera i Milà).
- Taula d'altar per a la Catedral de Lodi (Actualment al Museu de Belles Arts de Budapest).
- Retrat femení (Col·lecció privada del duc de Devonshire i Chatsworth).
- Mare de Déu amb l'Infant que recull una flor (Museu Poldi Pezzoli - Milà).
- Bust d'una dona (Pinacoteca de Pavia).
- Il Narcizo alla fontana (Sala 23 de la Galleria degli Uffizi - Florència).
- Retrat d'home jove (Museu Thyssen-Bornemisza, Madrid)

Així mateix s'atribueixen a Boltraffio parts de la cèlebre Madonna Litta (obra assignada a Leonardo da Vinci), i junt a Bernardino de Conti un Retrat de dona desconeguda inspirat en La Belle Ferronière de Leonardo, encara més alguns especialistes en art han opinat que el cèlebre quadre anomenat La Belle Ferronière és obra exclusiva de Boltraffio, però d'altres crítics s'oposen a aquesta idea considerant que la qualitat artística de Boltraffio mai no podria haver estat confosa amb la de Leonardo.